# Triepeolus norae
Triepeolus norae är en biart som beskrevs av Cockerell 1907. Triepeolus norae ingår i släktet Triepeolus och familjen långtungebin. Inga underarter finns listade i Catalogue of Life.